# The Adventures of Robinson Crusoe
The Adventures of Robinson Crusoe è la colonna sonora della serie televisiva inglese Le avventure di Robinson Crusoe scritta da Gian Piero Reverberi e Robert Mellin nel 1963 e ripubblicata nel 1997 dalla Silva Screen.

## Il disco
Le musiche originali per le versioni francese, tedesca e mantenute anche per quella italiana erano state invece composte da George Van Parys. Occorre pertanto procurarsi la versione tedesca in DVD per poter gustare completamente la bellezza dell'opera originale.

## Tracce
1. Opening Theme - 0:23
2. Main Theme - 2:13
3. Friday - 1:55
4. Exploring The Island - 5:20
5. Smugglers - 5:14
6. Crusoe's Youth Remembered - 1:09
7. The Englishman Abroad - 1:36
8. Away From Home - 2:11
9. Memories - 1:33
10. Alone (Part One) - 2:59
11. Adrift - 3:21
12. Palm Trees (Part One) - 2:28
13. Solitude - 2:23
14. The Shelter - 1:55
15. Scanning The Horizon: Flashback - Escapades In York - 4:35
16. Cannibals - 2:30
17. Crusoe Alert 4:20
18. Wild Goats 2:22
19. Palm Trees (Part Two) 0:54
20. Pirates! 3:42
21. In Search Of Rescue 1:43
22. A Civilised Man 2:01
23. Distant Shores 0:31
24. Alone (Part Two) 2:54
25. Catching Dinner 1:46
26. Poor Robinson 1:57
27. Danger! 3:43
28. Closing Titles 0:45
29. The Adventures Of Robinson Crusoe Suite (6:58)
30. Opening Titles
31. Main Theme
32. Away From Home
33. Catching Dinner
34. Closing Titles